# Psychotria ligustrifolia
Psychotria ligustrifolia är en måreväxtart som först beskrevs av Alice Belle Rich Northrop, och fick sitt nu gällande namn av Charles Frederick Millspaugh. Psychotria ligustrifolia ingår i släktet Psychotria och familjen måreväxter. Inga underarter finns listade i Catalogue of Life.